# Сенсация (фильм, 2006)
«Сенсация» (англ. Scoop) — второй подряд проект Вуди Аллена, который был снят не в излюбленном месте проживания режиссёра — Нью-Йорке, а в Лондоне.

## Сюжет
Фильм начинается со сцены на плывущем корабле, на котором собрались молчащие люди, а на носу стоит смерть в чёрном балахоне и с косой в руках. Журналист Джо Стромбл, осматриваясь по сторонам, предлагает смерти взятку, но та не реагирует. Тут с Джо вступает в разговор некая леди, которая раскрывает ему страшный секрет: скорее всего, загадочный «Убийца с колодой карт Таро», последнее время терроризирующий Лондон, и сын лорда Лаймана, Питер, у которого эта леди работала секретарём, — одно и то же лицо. Леди подозревает, что была отравлена сразу после того, как заподозрила Питера в связи с убийствами. Джо Стромбл понимает, что в его руках крупнейшая сенсация, однако он мёртв и ничего не в состоянии поделать. Он тихо подбирается к борту корабля и спрыгивает в тёмную воду.
Амбициозная американская студентка Сондра Прански приезжает в Лондон для обучения журналистике на практике. Своё первое интервью она провалила, согласившись не только подняться в номер со знаменитым режиссёром, но и распить с ним виски.
И тут жизнь мисс Прански стала заметно налаживаться: на представлении великого Чудини, в ящике для «дематериализации» ей является недавно умерший Джо Стромбл и призывает начать журналистское расследование. За дело берётся не только легкомысленная Сондра, но и старый фокусник Чудини, выдающий себя за её отца, без конца сыплющий затейливыми фразами.

## В ролях
| Актёр              | Роль                              |
| ------------------ | --------------------------------- |
| Скарлетт Йоханссон | Сондра Прански / Джэйд Спенс      |
| Хью Джекман        | Питер Лайман                      |
| Вуди Аллен         | Сид Уотерман / Чудини / Сплендини |
| Ромола Гараи       | Вивьен                            |
| Иэн Макшейн        | Джо Стромбел                      |
| Кевин Макнелли     | Мистер Тинсли                     |
| Чарльз Дэнс        | мистер Малкольм                   |
| Джулиан Гловер     | лорд Лайман                       |
| Виктория Хэмилтон  | Джен                              |

## Критика
Фильм получил в основном негативные отзывы критиков. На агрегаторе рецензий Rotten Tomatoes рейтинг одобрения составляет 41 % на основе 148 обзоров. Критический консенсус веб-сайта гласит: «Еще одно разочаровывающее дополнение к репертуару Вуди Аллена». На Metacritic средний балл составил 48 из 100 на основе 35 обзоров. Стивен Хантер из Washington Post назвал его «худшим фильмом, который когда-либо делал Вуди Аллен». С другой стороны, Мик ЛаСалль из San Francisco Chronicle, который также дал положительные отзывы о «Мелинде и Мелинде» Аллена, назвал его «самым смешным фильмом года на данный момент» и «самым смешным фильмом Аллена за десятилетие». Манола Даргис из The New York Times назвала фильм «не особенно забавным, но странно привлекательным».